# 松浦一雄
松浦 一雄（まつうら かずお、1962年10月 - ）は、日本の工学博士。超音波を液体に照射することで液体が霧化し分離する技術（超音波霧化分離）の研究によって知られる。
ナノミストテクノロジーズ株式会社 代表取締役。
実家は徳島県に現存する最古の酒造蔵、株式会社本家松浦酒造であり、九代目蔵元を務めた。

## 経歴
- 1962年　-　徳島県の酒造蔵、株式会社本家松浦酒造場の長男として生まれる。
- 1985年　-　山梨大学工学部卒業。
- 1987年　-　山梨大学大学院工学研究科修士課程修了。
- 1993年　-　関西学院大学大学院商学研究科博士課程前期課程入学。
- 1993年　-　日本生物工学会技術賞受賞。超音波霧化分離現象を発見する。
- 1995年　-　関西学院大学大学院商学研究科博士課程前期課程修了（商学修士）。
- 1996年　-　大阪大学大学院工学研究科博士課程後期課程修了（工学博士）。
- 2004年　-　平成16年－17年度NEDO産業技術実用化開発費補助事業主任開発者。
- 2011年　-　ナノミストテクノロジーズ(株)発足、代表取締役社長に就任。

## 論文、総説、レビュー
- 松浦一雄, “超音波霧化分離の工業的応用”, エアロゾル研究, 26(1), 30-35 (2011)
- 土屋活美, 林秀哉, 藤原和久, 松浦一雄, “超音波霧化現象の可視化解析”, エアロゾル研究, 26(1), 11-17 (2011)
- Y. Tanaka, Y. Mori, K. Matsuura, K. Tsuchiya, “Performance Evaluation of Ultrasonic Atomization Process for Ethanol Separation and Recovery”, J. Chem. Eng. Jpn, doi: 10.1252/jcej.11we214, (2011).
- H. Kobara, M. Tamiya, A. Wakisaka, T. Fukazu, K. Matsuura, “Relationship between the mist droplets size and ethanol condensation at ultrasonic atomization on ethanol-water mixtures”, AIChE Journal, 56(3), (2010)
- S. Nii, M. Toki, S. Watanabe, K. Suzuki, K. Matsuura, T. Fukazu, ” Ethanol Separation through Ultrasonic Atomization under Controlled Pressure”, J. Chem. Eng. Jpn., 43(1), 99-103 (2010)
- 松浦一雄, 木本浩介, “超音波霧化分離によるバイオエタノール原料となる木質バイオマス糖化液の濃縮”, 超音波TECHNO, 21 (3), 38-40 (2009)
- 松浦一雄, 深津鉄夫, 阿部房次, 加藤由希子, 東市子, “超音波霧化を用いた新しい食品加工”, フードリサーチ, 648 (6), 48-52 (2009)
- 松浦一雄, “だれが与えてくれたのか？超音波霧化分離法という贈り物”, 生物工学, N0.4, 201-202 (2009)
- K. Matsuura, T. Fukazu, F. Abe, T. Sekimoto, T. Tomishige, “Efficient separation coupled with ultrasonic atomization using a molecular sieve”, AIChE Journal, March, 53(3), 737-740 (2007)
- Y. Yano, K. Matsuura, T. Fukazu, F. Abe, A. Wakisaka, H. Kobara, K. Kaneko, A. Kumagai, Y. Katsuya, M. Tanaka, “Small-angle x-ray scattering measurement of a mist of ethanol nanodroplets, An approach to understanding ultrasonic separation of ethanol-water mixture”, J. Chem. Phys., 127, 031101 (2007)
- K. Matsuura, S. Nii, T. Fukazu, K. Tsuchiya, “Efficient reduction of gasoline volatility through ultrasonic atomization”, Ind. Eng. Chem. Res., 46, 2231-2234 (2007)
- 松浦一雄, 深津鉄夫, 阿部房次, “揮発成分の新しい濃縮装置”, 配管技術, 49, 89-93 (2007)
- A. Wakisaka and K. Matsuura, “Microheterogeneity of ethanol-water binary mixtures observed at the cluster level”, J. Molecular Liquids, 129, 25-32 (2006)
- S. Nii, K. Matsuura, T. Fukazu, M. Toki, F. Kawaizumi, “A novel method to separate organic compounds thorough ultrasonic atomization”, Chemical Engineering Research and Design, 84 (A5), 412-415 (2006)
- 松浦一雄，”超音波霧化分離を用いた低沸点有機化合物の濃縮”, 超音波Techno, 17, 19-23 (2005)
- 松浦一雄, “霧が拓く清酒製造業の活性化とバイオプロセスへの応用”, バイオサイエンスとインダストリー, 63, 56-57 (2005)
- 松浦一雄, 佐藤正典, “霧造りの開発”, 日本醸造協会誌, 98(12), 816-820 (2003)
- M. Sato, K. Matsuura, T. Fujii, “Ethanol separation from ethanol-water solution by ultrasonic atomization and its proposed mechanism based on parametric decay instability”, J. Chem. Phys., 114, 2382-2386 (2001)
- K. Matsuura, M. Sato, T. Fukazu, “Separation mechanism of ethanol-water solution by ultrasonic atomization”, Proceedings of the 9th conference of European society of sonochemistry., OC-26, 91-92 (2004)
- K. Matsuura, M. Kobayashi, M. Hirotsune, M. Sato, H. Sasaki, K. Shimizu, “New separation technique under normal temperature and pressure using an ultrasonic atomization”, Soc. Chem. Eng. Jpn. Symp. ser., 46, 44-49 (1995)
- K. Matsuura, M. Hirotsune, Y. Nunokawa, M. Satou, K. Honda, “Acceleration of cell growth and ester formation by ultrasonic wave irradiation”,  J. Ferment. Bioeng., 77,  36-40 (1994)

## 学会発表
- 野添美和, 平田直道, 森康維, 松浦一雄, 土屋活美, “超音波霧化によるエタノール濃縮分離プロセスの開発”, 化学工学会第42回秋季大会, U322 (2010)
- 平田直道, 野添美和, 森康維, 松浦一雄, 土屋活美, “CFD解析による超音波霧化分離・回収プロセス設計指針の検討”, 化学工学会第42回秋季大会, U321 (2010)
- 吉木裕一, 福田顕司, 森康維, 松浦一雄, 土屋活美, “超音波照射に付随する突出液滴挙動の可視化解析”, 化学工学会第75年会, I303 (2010)
- 田中優美, 野添美和, 森康維, 土屋活美, 松浦一雄, “エタノールの濃縮に向けた超音波霧化・冷却回収プロセスの構築”, 化学工学会第74年会, D208 (2009)
- 松浦一雄, 深津鉄夫, 阿部房次, 加藤由希子, 東市子, 岩田深也, 市川亮一, “超音波霧化分離装置による香酸カンキツからの香気成分回収技術及び悪臭除去装置としての利用”, 第二回高酸カンキツ研究会配付資料, 1-3 (2009)
- 松浦一雄, 深津鉄夫, 阿部房次, “超音波霧化分離装置における運転エネルギーの最小化”, 化学工学会第40回秋季大会, V213 (2008)
- 田中優美, 森康維, 土屋活美, 松浦一雄, “エタノールの濃縮分離・回収に向けた超音波霧化プロセスにおける操作条件の検討”, 化学工学会第40回秋季大会, J120 (2008)
- 福田顕司, 林秀哉, 森康維, 土屋活美, 松浦一雄, “超音波照射による溶液ミスト化の解明に向けた可視化解析”, 化学工学会第73年会, F124 (2008)
- 林秀哉, 福田顕司, 森康維, 土屋活美, 松浦一雄, “超音波照射により誘発される溶液面不安定化の可視化解析”, 化学工学会第40回秋季大会, J121 (2008)
- 脇坂 昭弘, 松浦 一雄, 矢野 陽子, “超音波霧化ナノ粒子分離法: 液相のクラスター構造による制御”, 化学工学会第72年会講演要旨集, T207, (2007)
- 松浦一雄, 脇坂昭弘, 矢野陽子, “超音波霧化分離の推進機構と分離現象の体系化”, 化学工学会第72年会, T208 (2007)
- 脇坂昭弘, 松浦一雄, 矢野陽子, “超音波霧化ナノ粒子分離法, 液相のクラスター構造による制御”, 化学工学会第72年会, T207 (2007)
- 矢野陽子, 松浦一雄, 脇坂昭弘, “超音波霧化によって発生したエタノール”ナノ”液滴の観測”, 化学工学会第72年会, T206 (2007)

## 書籍

### 共著
- 『生物・環境産業のための非熱プロセス事典』 第3章第10節「超音波によるアルコールの非加熱分留処理」, p.511-514, サイエンスフォーラム社(1997)[6]

## 特許（日本）
- 「脱臭装置」　特許5807233
- 「脱臭装置」　特許5807232
- 「分離装置、分離方法」　特許5787310
- 「溶液の濃縮装置」　特許5760214
- 「超音波霧化機」　特許5678916
- 「溶液の超音波分離方法」　特許5565849
- 「溶液の超音波霧化機」　特許5517025
- 「溶液の超音波分離装置」　特許5494902
- 「超音波霧化方法と霧化装置」　特許5470514
- 「溶液の分離方法とこの方法に使用される分離装置」　特許5246907
- 「溶液の濃縮方法と濃縮装置」　特許5182796
- 「バイオマスアルコールの製造方法」　特許5142347
- 「溶液の超音波霧化装置」　特許5099807
- 「粒子の分離方法と分離装置」　特許5084007
- 「溶液の超音波分離方法とこの方法に使用される超音波分離装置」　特許5051689
- 「石油の分離方法と分離装置」　特許5051680
- 「溶液の超音波分離方法とこの方法に使用される超音波分離装置」　特許5002850
- 「ハイドレートの製造装置」　特許4998772
- 「洗浄方法と洗浄装置」　特許4938357
- 「液体の分離方法と分離装置」　特許4938227
- 「アルコール溶液のアルコール分離装置」　特許4927244
- 「溶液の超音波分離方法とこの方法に使用される超音波分離装置」　特許4880192
- 「溶液の霧化方法とこの方法に使用される霧化装置」　特許4851228
- 「軽油の脱硫方法と脱硫装置」　特許4808944
- 「溶液の超音波分離装置」　特許4782368
- 「溶液の超音波分離装置」　特許4737550
- 「溶液の超音波分離装置」　特許4020415
- 「溶液の濃縮方法と濃縮装置」　特許3799356
- 「表面過剰液体を分離する分離装置」　特許3789845
- 「アルコール溶液のアルコール分離装置」　特許3367038